# Miloslav Moravec
Miloslav Moravec (* 12. Oktober 1923) ist ein ehemaliger tschechoslowakischer Zehnkämpfer und Hürdenläufer.
Bei den Leichtathletik-Europameisterschaften wurde er 1950 in Brüssel Achter und 1954 in Bern Fünfter.
Viermal wurde er Tschechoslowakischer Meister im Zehnkampf (1947–1949, 1951) und zweimal über 400 m Hürden (1950, 1951). 

## Persönliche Bestleistungen
- 400 m Hürden: 53,3 s, 30. August 1949, Budapest
- Zehnkampf: 7071 Punkte, 8. Oktober 1949, Hradec Kralove